# Thomas Gage
Thomas Gage (ur. 1719, zm. 2 kwietnia 1787) – brytyjski generał i naczelny wódz sił brytyjskich w Ameryce w latach 1763-1775.

## Życiorys
Thomas Gage urodził się w Firle w Anglii jako drugi syn wicehrabiego Gage. W 1728, Gage zaczął naukę w prestiżowej Westminster School, gdzie studiowali też: John Burgoyne, Richard Howe, Francis Bernard i George Sackville. Gage dołączył do armii, a potem zakupił stopień porucznika 1st Northampton Regiment 30 stycznia 1741. W 1742 przeniósł się do Battereau's Foot Regiment.
Gage został w roku 1743 kapitanem i służył jako adiutant George'a Keppel, 3. hrabiego Albemarle w bitwie pod Fontenoy (1745) i podczas bitwy pod Culloden. W latach 1747–1748, Gage służył podczas kampanii w Niderlandach kupując w roku 1748 stopień majora. Przeniesiony został potem do 55 pułku (potem zmienionym na 44 pułk) 44th). W marcu 1751 został pułkownikiem.

W roku 1755 Gage wziął udział w wyprawie gen. Braddocka przeciw Kanadzie, w której brał udział też George Washington. W lipcu 1755 roku w bitwie nad Monongahelą zginął dowodzący 44 pułkiem, płk Sir Peter Halkett i Gage zajął jego miejsce.
W latach 1763–1775 naczelny dowódca sił brytyjskich w Ameryce. W 1775 odwołany za zbyt miękką w odczuciu rządu politykę wobec amerykańskich grupach "patriotów".